# Kazimierz Fajans
Kazimierz Fajans lub Kasimir Fajans (ur. 27 maja 1887 w Warszawie, zm. 18 maja 1975 w Ann Arbor) – polski fizykochemik działający w Polsce, Niemczech i Stanach Zjednoczonych, współtwórca nauki o promieniotwórczości, trzykrotny kandydat do Nagrody Nobla.

## Życiorys
Kazimierz Fajans urodził się w zasłużonej dla Polski zasymilowanej rodzinie żydowskiej. Był synem Hermana i Wandy Wolberg (1867–1907).
W 1904 ukończył szkołę średnią w Warszawie, następnie studiował chemię w Niemczech, początkowo na Uniwersytecie Lipskim, a następnie w Heidelbergu i w Zurychu. W 1909 uzyskał doktorat w Heidelbergu pod kierunkiem Georga Brediga za badania nad syntezą stereoselektywną związków chiralnych (Über die stereochemische Spezifizität der Katalysatoren (katalytische Kohlendioxydabspaltung aus Campho- und Bromcamphokarbonsäuren mittels Alkaloiden)). W latach 1910–1911 odbył roczny staż w laboratorium Ernesta Rutherforda na Uniwersytecie Wiktorii w Manchesterze w Anglii, gdzie zajmował się badaniem promieniotwórczości. Odkrył wówczas dwutorowy rozpad (α i β) jednego z izotopów bizmutu (zjawisko rozgałęziania się szeregów promieniotwórczych). Wyznaczył okresy połowicznego zaniku niektórych radionuklidów. Następnie wrócił do Niemiec i objął stanowisko asystenta, a później docenta na Politechnice w Karlsruhe. 
W 1912 odkrył, niezależnie od Fredericka Soddy'ego, prawo przesunięć promieniotwórczych (reguła Soddy'ego-Fajansa), które pozwoliło ustalić położenie w układzie okresowym wszystkich znanych pierwiastków promieniotwórczych i przyczyniło się do poznania izotopów pierwiastków. Wraz ze swoim doktorantem, Osvaldem H. Göhringiem, odkrył pierwiastek o liczbie atomowej 91 – brevium – któremu nadana została później nazwa „protaktyn”. Na podstawie analizy szeregów promieniotwórczych odkrył istnienie izotopów trwałych (niepromieniotwórczych). W wyniku badań adsorpcji jonów pierwiastków promieniotwórczych sformułował ogólne reguły strącania substancji z roztworów. 
W 1917 objął katedrę chemii fizycznej na Uniwersytecie Ludwika i Maksymiliana w Monachium, a od 1932 kierował Instytutem Chemii Fizycznej, który powstał dzięki dotacji Fundacji Rockefellera. Zajmował się wówczas budową cząsteczek i kryształów, odkrywając różne zależności termochemiczne i refraktometryczne dla substancji krystalicznych. Jego metoda oceny charakteru jonowo-kowalencyjnego wiązania chemicznego znana jest obecnie jako reguły Fajansa. W 1935 opuścił nazistowskie Niemcy w związku z eskalacją prześladowań (m.in. pozbawieniem go stanowiska profesora). W tym czasie, ze względu na kampanię antysemicką, nie doszło do objęcia przez niego katedry chemii nieorganicznej na Uniwersytecie Lwowskim po śmierci Stanisława Tołłoczki. Na krótko zatrzymał się w Cambridge w Anglii, a następnie wyjechał do Stanów Zjednoczonych, do Ann Arbor, gdzie w 1936 objął katedrę na Uniwersytecie Michigan, z którym był związany do końca życia. Badania reakcji jądrowych przy użyciu cyklotronu doprowadziły go do odkrycia nowych izotopów ołowiu i renu. 
W wyniku dalszych badań budowy cząsteczek opracował kwantykułową teorię wiązania chemicznego, która jednak nie zyskała akceptacji środowiska naukowego. W wieku 70 lat przeszedł na emeryturę, ale pozostał aktywny zawodowo. Był członkiem Polskiego Instytutu Naukowego w Ameryce oraz wielu towarzystw i akademii naukowych (m.in. Rosyjskiej Akademii Nauk od grudnia 1924 i Bawarskiej Akademii Nauk – członek zwyczajny 1927, członek-korespondent 1935).
Był żonaty z Salomeą Kapłan, z którą miał dwóch synów: Edgara (1911–1990) i Stefana (1918–2014).